# Graeme Miller
Graeme Robert Miller (* 20. November 1960 in Blenheim (Neuseeland)) ist ein ehemaliger neuseeländischer Radrennfahrer und nationaler Meister im Radsport.

## Sportliche Laufbahn
Miller war Teilnehmer der Olympischen Sommerspiele 1984 in Los Angeles. In der Mannschaftsverfolgung wurde die neuseeländische Mannschaft mit Craig Adair, Anthony Cuff, Brian Fowler und Graeme Miller 13. des Wettbewerbes. Im Punktefahren schied er im Vorlauf aus.
Bei den Sommerspielen 1988 in Seoul kam Miller im olympischen Straßenrennen auf den 8. Rang. Bei den Spielen 1992 in Barcelona startete im Straßenradsport. Im olympischen Straßenrennen wurde er 51. Die neuseeländische Mannschaft mit Brian Fowler, Paul Leitch, Graeme Miller und Chris Nicholson kam im Mannschaftszeitfahren auf den 10. Platz von 30 gestarteten Teams.
Miller gewann bei den Commonwealth Games 1990 die Goldmedaille im Straßenrennen und im Mannschaftszeitfahren. Bei den Commonwealth Games 1982 holte er Silber in der Mannschaftsverfolgung und 1986 Silber im Mannschaftszeitfahren. Bei den Ozeanienspielen wurde er Zweiter im 1000-Meter-Zeitfahren. 1987 siegte er in der nationalen Meisterschaft im Straßenrennen. 1988 holte er zwei Etappensiege im Milk Race. 1990 gewann er den Grand Prix de Beauce, 1992 die Tour de Tooma in den USA. 
Von 1993 bis 2002 fuhr er als Berufsfahrer in Radsportteams aus den USA und Australien. Die Tour of the Southland gewann Miller 1997 und 1999. Er holte einige Etappensiege in Rundfahrten, so in der Herald Sun Tour 1993, 1995 und 1998, in der Neuseeland-Rundfahrt 1993 und 1995, in der Tour of Michigan 1994, in der Tour Down Under 1999, in der Japan-Rundfahrt 1999, 2000 und 2001, in der Tour de Langkawi 2000 sowie in weiteren Etappenrennen in Australien, Neuseeland und den USA. 1993 wurde er Dritter bei den USPPO Championships hinter dem Sieger Lance Armstrong. 1999 kam er bei den nationalen Straßenmeisterschaften auf den 2. Rang.